# Lealui
Ne doit pas être confondu avec Léa Elui.
Lealui (ou Léalouyi, Lialoui)  est un village situé à environ 10 km de Mongu, la capitale de la Province occidentale de la Zambie, dans la région historique du Barotseland.

## Histoire
Au XIXe siècle, Lealui était le siège d’une station missionnaire protestante fondée par le missionnaire français François Coillard (1834-1904) où il décéda.

## Le Roi du Barotseland
Léalui est surtout connu comme résidence d’été du Litunga, le roi du Barotseland, le royaume du peuple Barotze, ou Lozi.
Le Litunga réside pendant la saison sèche à Léalui car le village est situé dans la zone inondable du Barotseland, à environ 10 kilomètres à l'est du chenal principal du fleuve Zambèze. Pendant la saison des pluies, il vit dans sa résidence d’hiver de Limulunga située sur les hauteurs, à 15 km au Nord de la ville de Mongu.
La translation du monarque entre les deux capitales donne lieu à des festivités connues sous le nom de Kuomboka, festivités qui sont toujours organisées dans le cadre d’un festival, l’un des plus célèbres de Zambie. 
Le roi actuel, depuis 2000, est le Litunga Lubosi II Imwiko.

## Sources
- Édouard Favre, François Coillard : Enfance et jeunesse (tome 1), Missionnaire au Lessouto (tome 2) et Missionnaire au Zambèse (tome 3), Société des missions évangéliques, Paris, 1908, 1910 et 1913.
- Traduction partielle de l'article Wikipedia en anglais.